# ハムレット (2000年の映画)
『ハムレット』（Hamlet）は、2000年制作のアメリカ映画。シェイクスピアの『ハムレット』の映画化作品だが、舞台は現代に置き換えられている。

## キャスト
| 役名               | 俳優                       | 日本語吹替 |
| ------------------ | -------------------------- | ---------- |
| ハムレット         | イーサン・ホーク           | 宮本充     |
| クローディアス     | カイル・マクラクラン       | 森田順平   |
| ゴースト           | サム・シェパード           | 伊藤和晃   |
| ガートルード       | ダイアン・ヴェノーラ       | 磯辺万沙子 |
| ポローニアス       | ビル・マーレイ             | 小山武宏   |
| オフィーリア       | ジュリア・スタイルズ       | 矢島晶子   |
| レアティーズ       | リーヴ・シュレイバー       | 永井誠     |
| ローゼンクランツ   | スティーヴ・ザーン         | 栗山浩一   |
| ギルデンスターン   | デシェン・サーマン         | 平川大輔   |
| ホレイショー       | カール・ギアリー           | 山村紘之   |
| マーセラ           | ポーラ・マルコムソン       | 黒崎雅     |
| バーナード         | ローム・ニール             | 小原雅一   |
| 墓堀人             | ジェフリー・ライト         |            |
| フォーティンブラス | ケイシー・アフレック       |            |
| 機長               | ティム・ブレイク・ネルソン |            |